# Castellers de l'Hospitalet
|  | Aquest article tracta sobre la colla desapareguda l'any 2005. Vegeu-ne altres significats a «Colla Jove de l'Hospitalet». |

Els Castellers de l'Hospitalet va ser una colla castellera de l'Hospitalet de Llobregat, al Barcelonès fundada l'any 1996 i dissolta el 2005. Tingué activitat des del 1997, un any després de la seva constitució, fins al 2003, dos anys abans de la seva dissolució oficial.
La seva presentació oficial tingué lloc a la plaça de l'Ajuntament de l'Hospitalet, el 19 d'abril de 1997, apadrinats pels Castellers de Castelldefels, que juntament amb els Castellers de l'Albera i els Castellers de Sants, ajudaren la colla en els seus inicis. El primer president de l'entitat va ser en Joan Noguera, i el primer cap de colla, Jordi Fernàndez. El nivell de la colla assolí el 3 de 7 a la Trobada de colles castelleres del Baix Llobregat de l'any 2001, però en general, tingué dificultats per mantenir una gamma diversa de castells de 6.
La darrera actuació de la colla tingué lloc el 23 de novembre de 2003, però no va ser fins a l'assemblea del dia 3 de juny de 2005 que es dissolgué definitivament.